# Bombylisoma loewi
Bombylisoma loewi är en tvåvingeart som först beskrevs av Hesse 1938.  Bombylisoma loewi ingår i släktet Bombylisoma och familjen svävflugor.
Artens utbredningsområde är Namibia. Inga underarter finns listade i Catalogue of Life.